# 23 Talija
23 Talija (mednarodno ime 23 Thalia, [θəˈlaɪə], starogrško starogrško Θάλεια: Táleia) je velik asteroid tipa S v glavnem asteroidnem pasu. 

## Odkritje
Asteroid je odkril John Russell Hind 15. decembra 1852 in ga poimenoval po Taliji, muzi komedije in pastoralnega pesništva v grški mitologiji.